# Серебряный Бор (Якутия)
Серебряный Бор — посёлок городского типа в Нерюнгринском районе Якутии. В посёлке расположена Нерюнгринская ГРЭС.

## История и описание
Образован в связи со строительством Нерюнгринской ГРЭС для обеспечения электроэнергией Южно-Якутского территориально-производственного комплекса. Статус посёлка городского типа — с 1978 года.
Посёлок расположен в 6 км к востоку от Нерюнгри. Выполняет функции энергетического центра. В посёлке — ГРЭС, комбинат строительных материалов, центральная усадьба совхоза «Энергостроитель», основные производства — молочное скотоводство, земледелие (овоще- и картофелеводство). Есть средняя школа, музыкальная школа, православная церковь, дом культуры. На территории посёлка находится Серебряноборская городская больница на 95 коек. Профиль больницы — оказание гастроэнтерологической медицинской помощи жителям Нерюнгринского района.
Большинство жилых домов посёлка — 2-этажные деревянные многоквартирные благоустроенные дома с центральным отоплением, канализацией, водопроводом с горячей и холодной водой.

## Население
| 1979  | 1989    | 2002  | 2009  | 2010  | 2011  | 2012  |
| ----- | ------- | ----- | ----- | ----- | ----- | ----- |
| 4038  | ↗11 310 | ↘4447 | ↗4915 | ↘4163 | ↗4178 | ↗4211 |
| 2013  | 2014    | 2015  | 2016  | 2017  | 2018  | 2019  |
| ↘4207 | ↘4082   | ↘4004 | ↘3709 | ↘3568 | ↘3188 | ↘3059 |
| 2020  | 2021    | 2023  |       |       |       |       |
| ↘2755 | ↘2042   | ↘1949 |       |       |       |       |